# Turuntay
Husam al-Din Turuntay al-Mansuri (en árabe: حسام الدين طرنطاي; fallecido en 1290), fue un funcionario egipcio del siglo XIII. Turuntay era un favorito del sultán mameluco Qalawun, quien lo nombró virrey (naib) de Egipto. Con el ascenso al trono de Jalil, hijo de Qalawun, fue arrestado y torturado hasta morir ya que había tenido roces con Jalil cuando este era príncipe. Luego de su muerte, el sultán confiscó su enorme riqueza.